# Entombed
Entombed (v překladu z angličtiny pohřbený) je švédská death metalová hudební skupina ze Stockholmu. Vznikla roku 1989 po odchodu baskytaristy Johnnyho Hedlunda z předchozí kapely Nihilist, na jejíž tvorbu Entombed v sestavě Nicke Andersson (bicí), Alex Hellid (kytara), Ulf Cederlund (kytara) a Lars-Göran Petrov (zpěv) navázala. Na postu baskytaristy se objevil David Blomqvist.

Entombed náleží do první vlny švédských death metalových skupin vedle např. Dismember, Unleashed, Therion, Grave, Edge of Sanity, Hypocrisy, Tiamat, které vydaly svá debutová alba na počátku 90. let 20. století.
Debutové studiové album Left Hand Path vyšlo v roce 1990 pod hlavičkou britského vydavatelství Earache Records. Během své kariéry se kapela posunula od death metalu k tzv. death 'n' rollu, tohoto žánru jsou Entombed zakladatelem.
V roce 2014 se členové kapely ocitli v soudni při ohledně jména. Tu vyhrál Alex Hellid jakožto zakládající člen, zatímco ostatní jeho kolegové odešli a založili konkurenční skupinu Entombed A.D., která byla aktivní až do rou 2021, kdy zemřel zpěvák Lars-Göran Petrov.

## Logo
Logo kapely je vyvedeno v gotickém písmu (charakteristickém spíše pro blackmetalové kapely) s výrazným počátečním písmenem E a posledním D. 

## Současná sestava
- Alex Hellid – kytara (1989–)
- Ulf Cederlund – kytara (1989–2005, 2016–)
- Nicke Andersson – bicí (1989–1997, 2016–)

## Bývalí členové
- L.-G. Petrov – zpěv (1989–1991, 1992–2014)
- David Blomqvist – baskytara (1989)
- Lars Rosenberg – baskytara (1990–1995)
- Johnny Dordevic – zpěv (1991–1992)
- Jörgen Sandström – baskytara (1995–2004)
- Peter Stjärnvind – bicí (1997–2006)
- Nico Elgstrand – baskytara (2004–2010), kytara (2010–2014)
- Olle Dahlstedt – bicí (2006–2014)
- Victor Brandt – baskytara (2010–2014)

## Diskografie
Dema
- But Life Goes On (1989)
- Wolverine Blues (Special Advance Copy) (1993)

Studiová alba
- Left Hand Path (1990)
- Clandestine (1991)
- Wolverine Blues (1993)
- DCLXVI: To Ride, Shoot Straight and Speak the Truth! (1997)
- Same Difference (1998)
- Uprising (2000)
- Morning Star (2001)
- Inferno (2003)
- Serpent Saints (The Ten Amendments) (2007)

Kompilační alba
- Entombed (1997)
- Sons of Satan Praise the Lord (2002)
- 10 Track Reissue Special (2013)
- The Best of Entombed (2016)

Živá alba
- Monkey Puss (Live in London) (1999)
- Unreal Estate (2005)
- Live Clandestine (2017)

EP
- Stranger Aeons (1992)
- Hollowman (1993)
- Wreckage (1997)
- Black Juju (1999)
- When in Sodom (2006)
- To Ride, Shoot Straight and Speak the Truth (2014)

Singly
- Out of Hand (1994)
- Amok (2012 Ninetone Version) (2012)
- When in Sodom Revisited (2012)

Box sety
- Classic Vinyl Collection (2014)
- Earache Death Metal Pack (2008) – sada 4 CD, společně s kapelami Morbid Angel, Deicide, Napalm Death

Samplery
- Two Track Sampler (Like This with the Devil / Damn Deal Done) (1997)
- Two Track Sampler (Addiction King / Clause) (1998)
- Spring Flavor (2000) – promo-audiokazeta Music for Nations obsahující skladby kapel Entombed, Spiritual Beggars, Orange Goblin, Hardcore Superstar

Promo nahrávky
- Rock Hard Presents: Gods of Grind (1991) – promo CD s celkem 4 skladbami od kapel Cathedral, Entombed, Carcass a Confessor

Split nahrávky
- Night of the Vampire (1995) – split 7" vinyl s kapelou The New Bomb Turks
- Candlemass vs. Entombed (2013) – split CD s kapelou Candlemass
- Drowned (2013) – split 7" vinyl s britskou kapelou Evile

Various Artists kompilace
- Gods of Grind (1992) – kompilační CD s kapelami Cathedral, Entombed, Carcass a Confessor
- King Kong 4 (1993) – 7" vinyl s kapelami Entombed, Doll Squad a Teddy Bears

## Videografie
VHS
- Monkey Puss (Live in London) (1999)